# Mihail Kogălniceanu
Mihail Kogălniceanu (16 septembre 1817 à Iași - 3 juillet 1891 à Paris 7e) est l'une des grandes figures de la renaissance culturelle roumaine, historien, juriste et homme d'État roumain. Il est président du Conseil des ministres des Principautés unies de Moldavie et de Valachie de 1863 à 1865.

## Biographie
Il grandit à Iași, dans une famille des boyards moldaves originaire des rives du fleuve Kogălnic en Moldavie orientale, qui compte dans ses rangs le ministre Constantin Kogălniceanu connu pour avoir aboli en 1749 le servage en Moldavie, sous le règne du hospodar Constantin Mavrocordat. Il propose avec succès une loi pour séculariser les propriétés des monastères (adoptée le 25 décembre 1863). Malgré ceci, ses efforts sur la réforme agraire se soldent par un vote de censure, et il démissionne en 1865.
Mihail Kogălniceanu était membre de la franc-maçonnerie et de l'Académie roumaine. 

## Hommage
L’aéroport international Mihail-Kogălniceanu desservant Constanța est nommé ainsi en son honneur. Il a également donné son nom à une petite ville du județ de Constanța.